# Vojtěch Vodička
Vojtěch Vodička (13. ledna 1908 Holešov, Rakousko-Uhersko – 1967 Západní Německo) byl český tenista.

## Životopis
Narodil se 13. ledna roku 1908 v Holešově v okrese Kroměříž. Turnajů se začal účastnit ve 30. letech 20. století. V roce 1946 hrál za Československo v Praze proti Jugoslávii po boku Jaroslava Drobného.
V roce 1948 se jako čtyřicetiletý probojoval do čtvrtého kola dvouhry na francouzském mistrovství, dnes známém jako French Open. Na Wimbledonu 1948 byl čtvrtfinalistou mužské čtyřhry.
V roce 1948 opustil Československo po komunistickém puči. Zbytek života strávil v Západním Německu, kde v roce 1967 zemřel.
Jeho synovec Leo Marian Vodička je známým operním tenoristou.